# Lekötött tartalék
A lekötött tartalék egy számviteli kifejezés. A tőketartalékból, illetve az eredménytartalékból a számviteli törvény előírásai szerint lekötött összegeket és a kapott pótbefizetés összegét foglalja magában.

## Története
Magyarországon 2001-től a számvitelről szóló 2000. évi C. törvény vezette be ezt a fogalmat. 
A 2015. évi CLXXVIII. törvény meghatározása szerint 

„lekötött tartalék: a kapott pótbefizetés IFRS-ek szerint kötelezettségként kimutatott összege, növelve a fel nem használt fejlesztési tartaléknak a kapcsolódó, az IAS 12 Nyereségadók című standard alapján számított halasztott adóval csökkentett összegével.”